# 友だちを殺してまで。
『友だちを殺してまで。』（ともだちをころしてまで）は、神聖かまってちゃんのミニアルバム。2010年3月10日にPERFECT MUSICから発売された。

## 解説
CDデビュー作。アルバムタイトルの由来は、の子曰く「当時イライラしていて、暴力的なのにしようと思った」ことと「インターネットの人たちやネット配信のお世話になったのに、それを裏切る形になったため」。
収録曲はバンドで再現できる曲を前提に、ライブで人気の高い楽曲をセレクトして収録。CD化にあたって再録された。しかしの子は「僕の作品じゃないという感じがして大っ嫌い。あくまでバンドの作品」とインタビューで語っている。
CD発売に先行し、全国のTSUTAYAにて「ロックンロールは鳴りやまないっ」のみを収録した無料レンタルCDが期間限定でレンタル開始された。
2011年1月20日、第3回CDショップ大賞の準大賞を受賞した。

## 収録曲
（全作詞・作曲：の子　編曲：神聖かまってちゃん）
1. ロックンロールは鳴り止まないっ [3:52]
2. ぺんてる [5:22]
3. 死にたい季節 [4:29]
4. 23才の夏休み [3:34]
5. 学校に行きたくない [3:11]
6. ゆーれいみマン [3:15]
7. ちりとり  [4:36]
8. バイトなんかでへこたれないぞっ
隠しトラック。曲開始後約6分15秒後に始まる。

## 演奏者
- mono - キーボード
- の子 - ボーカル、ギター
- みさこ - ドラムス、コーラス
- ちばぎん - ベース、コーラス